# Micrapatetis glycychroa
Micrapatetis glycychroa là một loài bướm đêm trong họ Noctuidae.